# Holger Hocke
Holger Hocke (Hamburgo, 8 de marzo de 1945) es un deportista alemán que compitió para la RFA en remo como timonel. Ganó una medalla de bronce en el Campeonato Mundial de Remo de 1975, en la prueba de dos con timonel.

## Palmarés internacional
| Campeonato Mundial | Campeonato Mundial       | Campeonato Mundial | Campeonato Mundial |
| Año                | Lugar                    | Medalla            | Prueba             |
| ------------------ | ------------------------ | ------------------ | ------------------ |
| 1975               | Nottingham (Reino Unido) | Medalla de bronce  | Dos con timonel    |